# Baucau (Marskrater)
Der Krater Baucau ist ein Einschlagkrater auf dem Mars. Benannt wurde er 2012 nach Baucau, der zweitgrößten Stadt im südostasiatischen Staat Osttimor.
Der Baucau-Krater hat einen Durchmesser von 17,94 Kilometern und im Zentrum eine Erhebung von 6,7 Kilometern Höhe. Er liegt auf der Südhalbkugel des Planeten, im Nordwesten der Region Noachis Terra, bei 28° Süd und 55° West, etwa 250 Kilometer westlich des Ritchey-Kraters und südlich des Valles Marineris. Die Umgebung ist geprägt durch weite Ebenen, durchdrungen von weit auseinanderliegenden, gewundenen Faltengraten. Man nimmt an, dass die Ebene aus dünnflüssiger Lava im Hesperian-Zeitalter vor 2,0 bis 3,2 Milliarden Jahren gebildet wurde, die aus zahlreichen Kratern floss.
Im Südosten des Kraters, wo das Land ansteigt, fällt die geringe Menge an Auswurfmaterial auf, so dass man davon ausgeht, dass der Einschlag aus dieser Richtung erfolgte, auch wenn die Spuren etwas widersprüchlich sind. Insgesamt vermutet man eine Einschlagsrichtung aus 125°. Möglicherweise stammen einige Felder mit ausgeworfenem Material von einem früheren Ereignis. Die zentrale Erhebung ist zu 40 % mit freiliegendem, geschichteten Gestein bedeckt, das wahrscheinlich vulkanischen Ursprungs ist. In der Mitte des Berges ist das Felsgestein bedeckt von relativ dunklen Kraterlandschaft, die man als durch den Einschlag geschmolzenes Gestein deutet.